# موستولس
موستولِس یکی از شهرهای استان مادرید اسپانیا است.
جمعیت آن حدود ۲۱۶ هزار نفر و وسعت آن ۴۵ کیلومتر مربع است.
موستولِس یکی از شهرک‌های متعدد پیرامون مادرید است و جزئی از منطقه حومه (‘periferia’) مادرید به‌شمار می‌آید.
ایکر کاسیاس دروازه‌بان سابق تیم ملی فوتبال اسپانیا و تیم فوتبال رئال مادرید متولد این شهر است.